# Gyllene gryning
Gyllene gryning (grekiska: Χρυσή Αυγή/Chrysi Avyi) är ett nynazistiskt och nationalistiskt politiskt parti i Grekland. Partiet grundades år 1985 och erhöll officiell registrering den 1 november 1993. Det förespråkar en mycket auktoritär samhällsordning och är ideologiskt rasistiskt.

## Historia
Gyllene gryning grundades i januari 1985 när Nikolaos Michaloliakos, ledare för Nationella politiska unionens ungdomsavdelning, och andra partimedlemmar hoppade av och bildade ett nytt parti. Gyllene gryning registrerades 1993 av den grekiska valmyndigheten. Mellan 1 december 2005 och mars 2007 bedrev man sin verksamhet inom ramen för valkartellen Patriotiska alliansen.

### Efter 2007
Partiet fick ett uppsving i opinionen åren därpå som höll i sig allt eftersom Greklands skuldkris förvärrades. Partiledaren Michaloliakos tog sig i lokalvalet 2010 in i stadsfullmäktige i Aten. Det stora genombrottet för Gyllene gryning kom i samband med parlamentsvalet i maj 2012 med motstånd mot invandringspolitiken och Greklands låneuppgörelse med EU som partiets främsta frågor. Partiet fick 7 procent av rösterna och 21 av 300 platser i det grekiska parlamentet.
I september 2013, bland annat med anledning av mordet på den antifascistiske rapparen Pavlos Fyssas, greps Michaloliakos och flera andra av partiets parlamentsledamöter och funktionärer av antiterrorpolisen, anklagade för att leda en kriminell organisation. Fler gripanden följde under utredningens gång och i juli 2014 var åtta av Gyllene grynings parlamentsledamöter häktade, tre satt i husarrest och ytterligare fem hade belagts med reseförbud. Samtliga har fortsatt att uppbära sina löner och andra ersättningar från parlamentet trots att de är helt eller delvis förhindrade att utöva sitt arbete där.

### Valen 2019
I Europaparlamentsvalet 2019 backade partiet och miste ett av sina tre mandat i Europaparlamentet. Ett par veckor senare fick partiet i det nationella parlamentsvalet den 7 juli 2019 knappt under 3 procent av rösterna, vilket innebar att partiet förlorade samtliga av sina mandat i Hellenska parlamentet.

## Ideologi och politisk plattform
Gyllene gryning anses allmänt vara ett nynazistiskt parti men anklagelser om att partisymboler och retorik är inspirerade av nazisterna har avfärdats av partimedlemmar med att man hyllar antikens Grekland samt Greklands nationalistiske diktator under slutet av mellankrigstiden, Ioannis Metaxas.

### Utrikespolitik
Nikolaos Michaloliakos har förespråkat en expansionistisk utrikespolitik och uttryckt att områden som historiskt har hört till den grekiska kultursfären skall förenas med dagens Grekland. Partiet har i den makedonska namnkonflikten tagit ställning för att endast Grekland skall ha rätt att använda namnet "Makedonien" och vägrar acceptera någon form av kompromiss med Republiken Nordmakedonien. Man förespråkar att albanska Nordepirus samt hela Cypern skall anslutas till Grekland.

## Internationella relationer
Gyllene gryning har band knutna till bland annat den serbiska klerikala fascistiska organisationen Serbisk aktion.